# Dyserinck (geslacht)
Dyserinck is de naam van een Nederlands geslacht dat in 1911 werd opgenomen in het Nederland's Patriciaat. Een lid van dit geslacht werd opgenomen in de Belgische adel.

## Geschiedenis
De eerst bekende voorvader is de op 10 maart 1608 in Brugge geboren Cornelis Dyserinck, die het Rooms Katholieke geloof de rug toekeerde en in 1637 emigreerde naar Aardenburg. Hij werd in 1639 gedoopt in de Doopsgezinde kerk aldaar. Hij droeg financieel bij aan de bouw van de "De kerck het Lam". Tot zijn overlijden in Aardenburg op 30 april 1688 bleef hij een steunpilaar van deze geloofsgemeenschap. Een van zijn zoons, ook Cornelis (Heille 1657 - Aardenburg 1719), nam als lid van de Burgerwacht in 1672 deel aan de verdediging van Aardenburg. Een kleinzoon van de laatste, Cornelis (Middelburg 1754 - Haarlem 1838) richtte een handelsfirma op te Haarlem. Hij was de stamvader van de Haarlemse tak.
Het geslacht werd in 1911 opgenomen in het Nederland's Patriciaat; heropname volgde in 1954.
Nelly Dyserinck, de echtgenote van Cyriel Buysse, werd in 1934 verheven in de Belgische adelstand met de titel van barones en de bepaling dat die titel na haar overlijden zou overgaan op haar zoon René Buysse (1897-1969), met overgang bij recht van eerstgeboorte.

## Enkele telgen
Cornelis Dyserinck (1754-1838), oprichter handelsfirma Corns. Dyserinck en Zoon te Haarlem
- Pieter Dyserinck (1783-1839)
  - Jan Hendrik Dyserinck (1810-1876)
    - dr. Johannes Dyserinck (1835-1912), theologisch doctor honoris causa, doopsgezind predikant, letterkundige
      - Esther Welmoet Dyserinck (1876-1956), bekend onder de naam Welmoet Wijnaendts Francken-Dyserinck, journaliste en voorvechtster vrouwenrechten; trouwde in 1897 met Cornelis Johannes Wijnaendts Francken (1863-1944), filosoof en publicist

    - Hendrik Dyserinck (1838-1906), marineofficier en minister van Marine
      - Hendrik Dyserinck (1872-1930), kolonel titulair infanterie, leraar K.M.A., publicist
      - Adrienne Gertrude Dyserinck (1876-1942), schilderes, organiste en componiste

    - Cornelis Dyserinck (1845-1904), lid gemeenteraad en wethouder van Financiën te Amsterdam

  - Abraham Lodewijk Dyserinck (1812-1886), lid gemeenteraad te Haarlem, lid provinciale staten van Noord-Holland
    - Anthonia Maria Dyserinck (1858-1943); trouwde in 1880 met Wilhelm August Hyppolyt Köster (1854-1902), Duits diplomaat
      - Roland Wilhelm Helmut Diedrich Köster (1883-1935), diplomaat in Duitse dienst, laatstelijk ambassadeur te Parijs 1932-1935

    - Nelly barones Dyserinck (1863-1944); trouwt 2e in 1896 met Cyriel Buysse (1859-1932), letterkundige